# Филотеј (митрополит херцеговачки)
Митрополит Филотеј је био на трону херцеговачке митрополије у периоду од 1740-1751. године. Наследио је на митрополита херцеговачког Аксентија I 1740. године.
Учествовао је у избору митрополита скопског Атанасија I за патријарха српског 20. јула 1747. године.
Умро је 27. или 29. маја 1751. године у манастиру Житомислићу.